# Гифолома
Гифоло́ма (лат. Hypholoma) — род грибов семейства Строфариевые (Strophariaceae).
Синонимы:
- Agaricus trF. Hypholoma Fr., 1821basionym
- Naematoloma P. Karst., 1880

## Описание
- Шляпка жёлтого, оливково-жёлтого, оранжевого, красноватого или оливково-коричневого цвета.
- Гименофор пластинчатый. Пластинки сначала беловатого или желтоватого, при созревании спор серо-фиолетового или сиреневато-коричневого цвета, приросшие к ножке.
- Ножка без кольца, обычно центральная.
- Мякоть ножки и шляпки однородна.
- Частное покрывало присутствует в виде с возрастом нередко исчезающих лохмотьев по краю шляпки.
- Споровый порошок фиолетово-коричневого или ржаво-коричневого цвета.

## Список видов
- Hypholoma acutum E. Horak, 1971
- Hypholoma brunneum (Massee) D.A. Reid, 1956
- Hypholoma capnoides (Fr.) P. Kumm., 1871 — Ложноопёнок серопластинчатый
- Hypholoma dispersum Quél., 1872
- Hypholoma elongatum (Pers.) Ricken, 1915
- Hypholoma epixanthum (Fr.) Quél., 1872
- Hypholoma ericaeoides P.D. Orton, 1960
- Hypholoma ericaeum (Pers.) Kühner, 1936
- Hypholoma fasciculare (Huds.) P. Kumm., 1871 — Ложноопёнок серно-жёлтый
- Hypholoma frowardii (Speg.) Garrido, 1985
- Hypholoma laeticolor (F.H. Møller) P.D. Orton, 1960
- Hypholoma lateritium (Schaeff.) P. Kumm., 1871 — Ложноопёнок кирпично-красный
- Hypholoma olivaceotinctum (Kauffman) Pomerl., 1984
- Hypholoma peregrinum Massee, 1907
- Hypholoma polytrichi (Fr.) Ricken, 1912
- Hypholoma radicosum J.E. Lange, 1923
- Hypholoma stuppeum (Berk.) Sacc., 1887
- Hypholoma subericaeum (Fr.) Kühner, 1936
- Hypholoma udum (Pers.) Quél., 1877 — Гифолома влаголюбивая
- Hypholoma xanthocephalum P.D. Orton,  1984